# Santa Maria dell'Assunzione al Collegio Clementino
Santa Maria dell'Assunzione al Collegio Clementino, conhecida também apenas como Cappella del Collegio Clementino, era uma capela universitária pertencente ao Collegio Clementino e que ficava localizada na moderna Piazza Nicosia, no rione Campo Marzio de Roma. Era dedicada a Nossa Senhora da Assunção.

## História

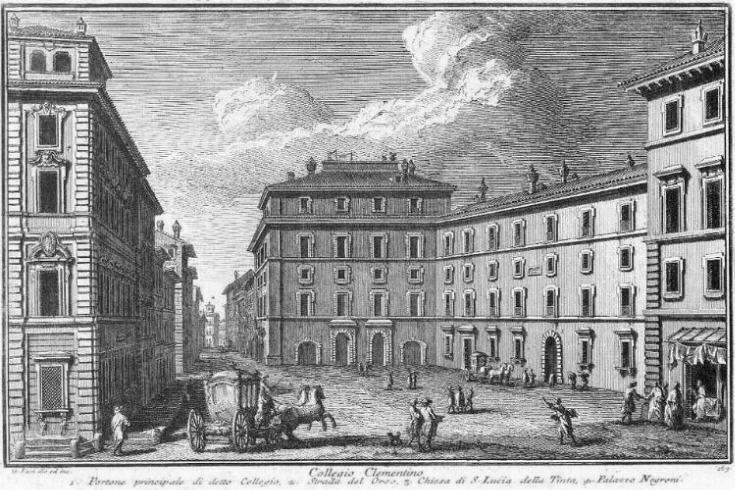
Gravura de Giuseppe Vasi (1759) mostrando o Collegio Clementino, a Via di Monte Brianzo e a Piazza Nicosia. O Tibre ficava atrás do prédio à direita. A capela de Santa Maria estava no interior do edifício.

O Collegio Clementino teve sua origem em 1598, quando os padres somascos fundaram uma escola para jovens na cidade sob o patrocínio do papa Clemente VII. Os somascos foram fundados por Jerome Emiliani com o objetivo de educar garotos pobres e realizar outras obras piedosas, mas este colégio especificamente tinha por objetivo educar as crianças das aristocracia romana. O arquiteto do complexo foi Giacomo della Porta.
O empreendimento foi um sucesso e sua capela foi restaurada num exuberante estilo barroco em 1688. Ela permaneceu como uma importante instituição da cidade até ser suprimida durante a ocupação francesa de Roma em 1798. Os somascos a refundaram em 1834, mas o Collegio acabou definitivamente suprimido juntamente com todas as instituições religiosas em 1873, depois da captura de Roma (1870). Todo o complexo foi demolido entre 1936 e 1938 e substituído por um moderno prédio de escritórios.

## Descrição
O colégio ocupava um edifício de quatro andares articulado à volta de um quadrilátero entre a Piazza Nicosia e a margem do Tibre. A construção das muralhas de contenção do rio no final do século XIX já havia resultado na demolição de todas as estruturas perto do rio. A capela propriamente dita, que tinha o tamanho de uma igreja e era artisticamente importante, não tinha identidade arquitetural própria vista de fora. No interior, era um espaço com uma cúpula projetado por Carlo Rainaldi e decorado com afrescos de Lodovico David nas paredes e no interior da dita cúpula
.